# HOXC5
HOXC5‏ (Homeobox C5) هوَ بروتين يُشَفر بواسطة جين HOXC5 في الإنسان.